# Mauro Denigris
Mauro Denigris (Aarberg, 2 settembre 1972) è un giornalista italiano.

## Biografia
Redattore di Radionorba e collaboratore del Nuovo Quotidiano di Puglia. È laureato in Giurisprudenza, vive e lavora in Puglia, dove ha collaborato con importanti testate locali e nazionali: Il Corriere del Mezzogiorno, La Gazzetta del Mezzogiorno, Canale 7, Datasport, Epolis Bari, Sudestnews.it. È stato direttore responsabile delle emittenti Antenna Sud e PUNTOTV e della web tv Livereport24.
Giornalista professionista dal 2003, ha vinto il prestigioso premio Saint Vincent nel 2004 per un'inchiesta televisiva sui fanghi tossici riversati all'interno del Parco Nazionale dell'Alta Murgia.
È stato finalista del premio Ilaria Alpi nel 2009 per l'inchiesta La via dei rifiuti sul traffico internazionale di rifiuti fra la Puglia e la Cina, insignito della menzione speciale e della medaglia di bronzo della presidenza del Senato alla prima edizione del premio Giornalisti del Mediterraneo per lo stesso servizio.
Nel 2019 ha vinto, con un articolo per l'inserto Extra del Corriere del Mezzogiorno e un servizio per Radionorba, il premio giornalistico "Civiltà Rupestre" organizzato dalla Fondazione San Domenico di Fasano (Br).    
Dall'agosto 2012 al luglio 2013 ha diretto l'emittente Antenna Sud, per la quale lavorava dal 1999. Ha firmato servizi e reportage non solo in Italia ma anche all'estero. È stato più volte inviato in Albania, in Montenegro, in Tunisia, in Francia e in Germania per realizzare servizi soprattutto su temi economici e ambientali.
È stato prima revisore dei conti e poi componente del direttivo dell'Associazione della Stampa di Puglia e componente della commissione nazionale FNSI per il contratto AerAntiCorallo.